# Sant Roc d'Enviny
Sant Roc d'Enviny és una capella romànica de la rodalia del poble d'Enviny, al terme municipal de Sort, de la comarca del Pallars Sobirà. Pertanyia a l'antic terme d'Enviny. És una obra inclosa a l'Inventari del Patrimoni Arquitectònic de Catalunya.
No se sap gaire de l'edifici, excepte que en la visita del 1758 es fa constar que tenia el retaule ruïnós i es prohibí dir-hi missa fins que no fos reparat.

## Descripció
És a uns 350 metres al nord-est del poble, al lloc conegut com a Sant-rocs. El Camí de la Muntanya hi passa, pel costat de ponent. Edificada sobre un serrat, a 1.310 m. d'altitud, l'ermita de Sant Roc és una petita construcció de planta rectangular, amb absis semicircular orientat.
La nau té unes dimensions de 6,50 m. de llarg i 3,40 m. d'ample. El diàmetre de l'absis és de 2,90 m.
L'antiga porta, d'arc apuntat, és a migdia però cegada, s'hi entra per la porta oberta amb posterioritat als peus de la nau. L'aparell és de carreu molt irregular, fet amb poca cura, com es veu en l'arc de la porta d'entrada, de dovelles sense treballar i molt barroeres.
L'ermita és en estat ruïnós, ja que ha perdut totalment la volta. A l'exterior, els murs laterals presenten contrafort que foren afegits després de la construcció.